# Sarona

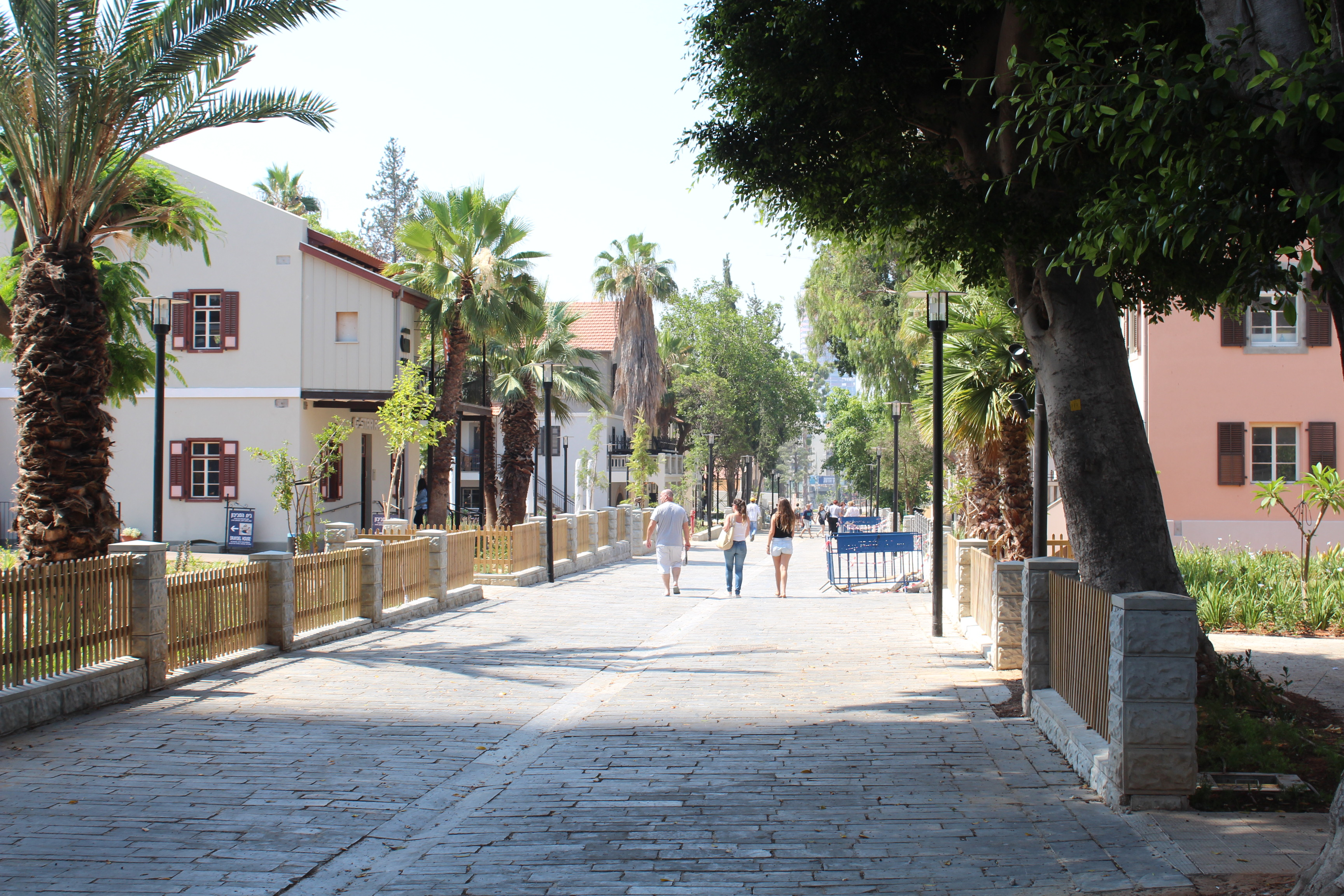
Blick durch den Rechov Rav-Aluph David Elʿazar (vormals Christophstraße)

Sarona (hebräisch שָׂרוֹנָה Sarōnah; zwischen 1948 und 2013 umschrieb die Bezeichnung haQiryah [auch haKirya; hebräisch הקריה HaQirjah] räumlich das gleiche Viertel)  ist ein Restaurant- und Ausgehviertel in Tel Aviv-Jaffa, Israel, umrahmt von neuen vielgeschossigen Büro- und Wohnbauten. Die aufgelockerte Bebauung und der Baumbestand in Saronas Zentrum gehen auf seine Entstehung als Kolonie von Anhängern der Tempelgesellschaft (so genannte Templer) zurück, die zumeist Auslandsdeutsche waren, aber auch Auslandsschweizer und -dänen. Ab 1940 gesperrter militärischer Sicherheitsbereich wird Sarona seit 2006 sukzessive renoviert und steht wieder der Allgemeinheit offen.

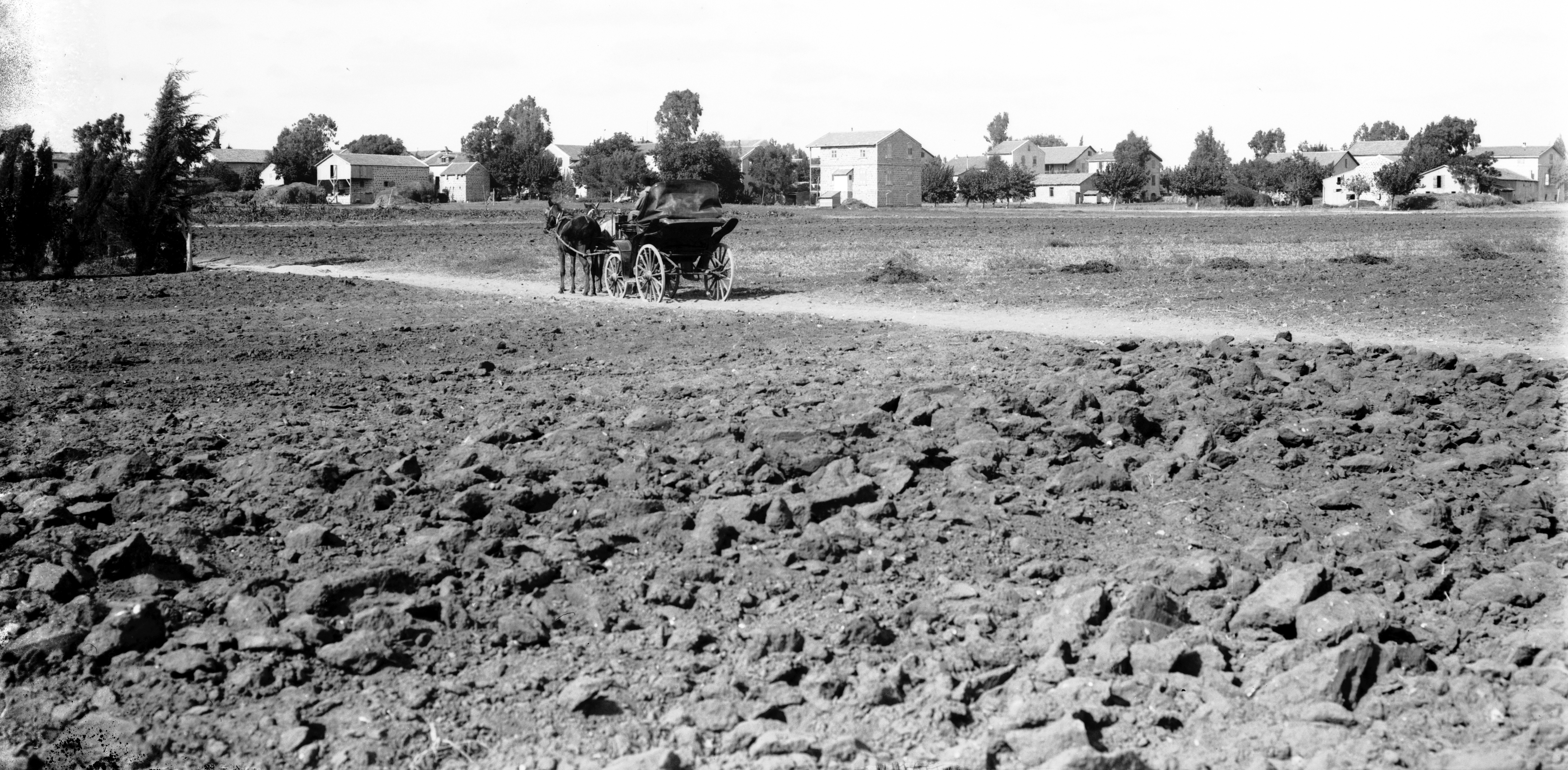
Blick nach Sarona um 1900

## Geschichte
Sarona war eines der ersten modernen Dörfer in Palästina. Vier Kilometer nordöstlich von Jaffa, am Südende der Ebene S(ch)aron, wurde 1871 Sarona nach Flur- und Straßenplänen Theodor Sandels angelegt.
Die Kolonisten kamen aus der 1869 von Templern gekauften, drei Jahre zuvor gegründeten amerikanischen Siedlung namens American-German Colony (arabisch امليكان, DMG Amelīkān, englisch Adams City, hebräisch הַמּוֹשָׁבָה הָאָמֵרִיקָאִית-גֶּרְמָנִית בְּיָפוֹ HaMōschavah haʾAmerīqaʾīt-Germanīt bəJafō, deutsch ‚Amerikanisch-Deutsche Kolonie in Jaffa‘), die am nordöstlichen Rande Jaffas liegt. Da den Templern dort landwirtschaftliche Flächen unerschwinglich waren, gründeten sie weiter nordöstlich ihre dritte Kolonie, Sarona, wohin achtzig der insgesamt 200 Templer aus Jaffa übersiedelten.

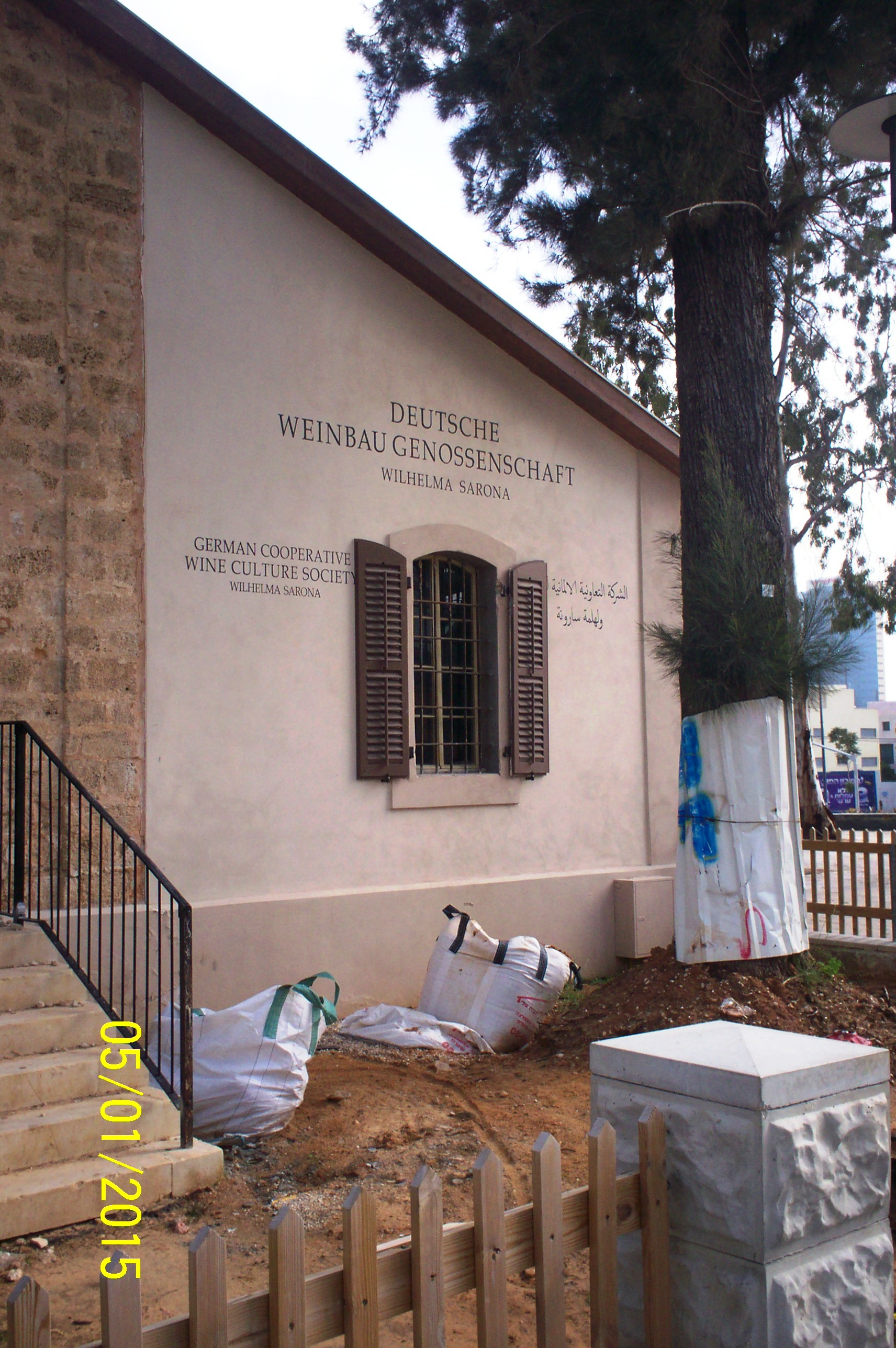
Ehemals große Kellerei der Weinbau-Genossenschaft Sarona-Wilhelma, 1892 erbaut, 1948–2004 Druckerei des Staates Israel und ab Ende der 1960er Jahre der israelischen Armee

 Mit Gründung Saronas wurde auch ein Templerfriedhof angelegt. Das Gelände des ehemaligen Templerfriedhofs ist seit Umbettung der Toten 1952 eine Freifläche östlich des südlichen Endes des Rechov Saʿadiah Ga'on. Die vor 1870 verstorbenen Templer aus Jaffa wurden anfangs auf dem Friedhof von Mount Hope bestattet, einer 1852 von Clorinda Minor aus Philadelphia und bergischen Siedlern um Friedrich Großsteinbeck (1821–1858) und Johann Großsteinbeck gegründeten sabbatianischen Siedlung.
Saronas Böden und Klima erwiesen sich insbesondere günstig für den Weinbau, im „Herbst 1892 wurden im Centralkeller zu Sarona etwa 3000 Hektoliter gekeltert.“ Bekannte Weine waren Sarona rot, Perle von Jericho und Jaffa Gold.

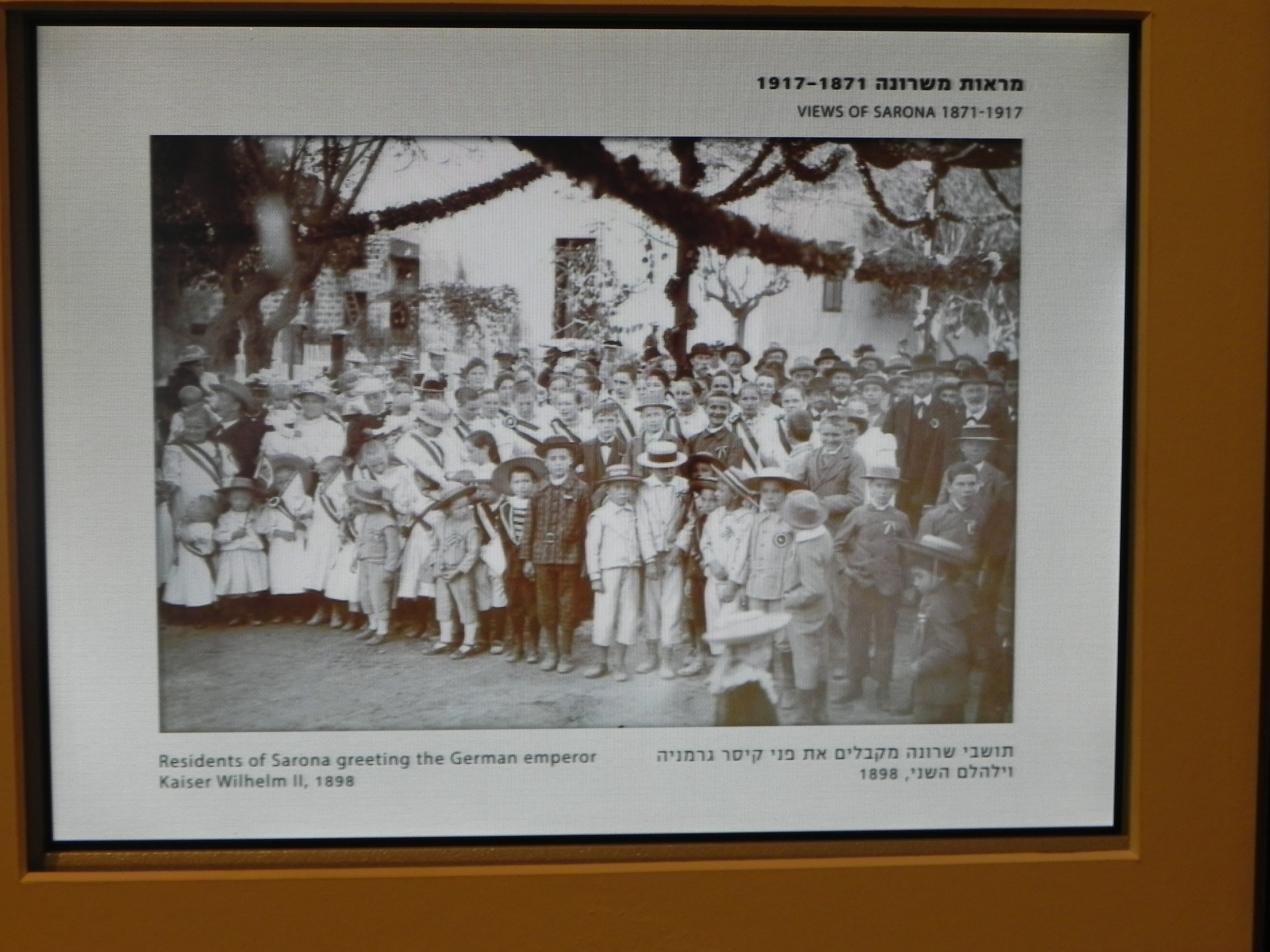
Saroner 1898 in Erwartung Wilhelms II., Photo im Besucherzentrum Sarona

 Auf seiner Reise durchs Heilige Land erreichte Wilhelm II. mit Entourage am 27. Oktober 1898 Sarona. Der deutsche Vizekonsul in Jaffa Edmund Schmidt (1855–1916) empfing den Kaiser und begrüßte ihn freundlich im Auftrag der gesamten Kolonie. In Sarona sprach der Kaiser seine Hoffnung aus, dass seine freundschaftliche Politik gegenüber dem Osmanischen Reich dazu dienen werde, dass deutsche Siedlungen in der Levante sich gut entwickeln könnten. Von Sarona geleitete Vizekonsul Schmidt das Kaiserpaar weiter in die (Amerikanisch-)Deutsche Kolonie vor Jaffa, wo das Paar in Plato von Ustinovs Hôtel du Parc einlogierte.

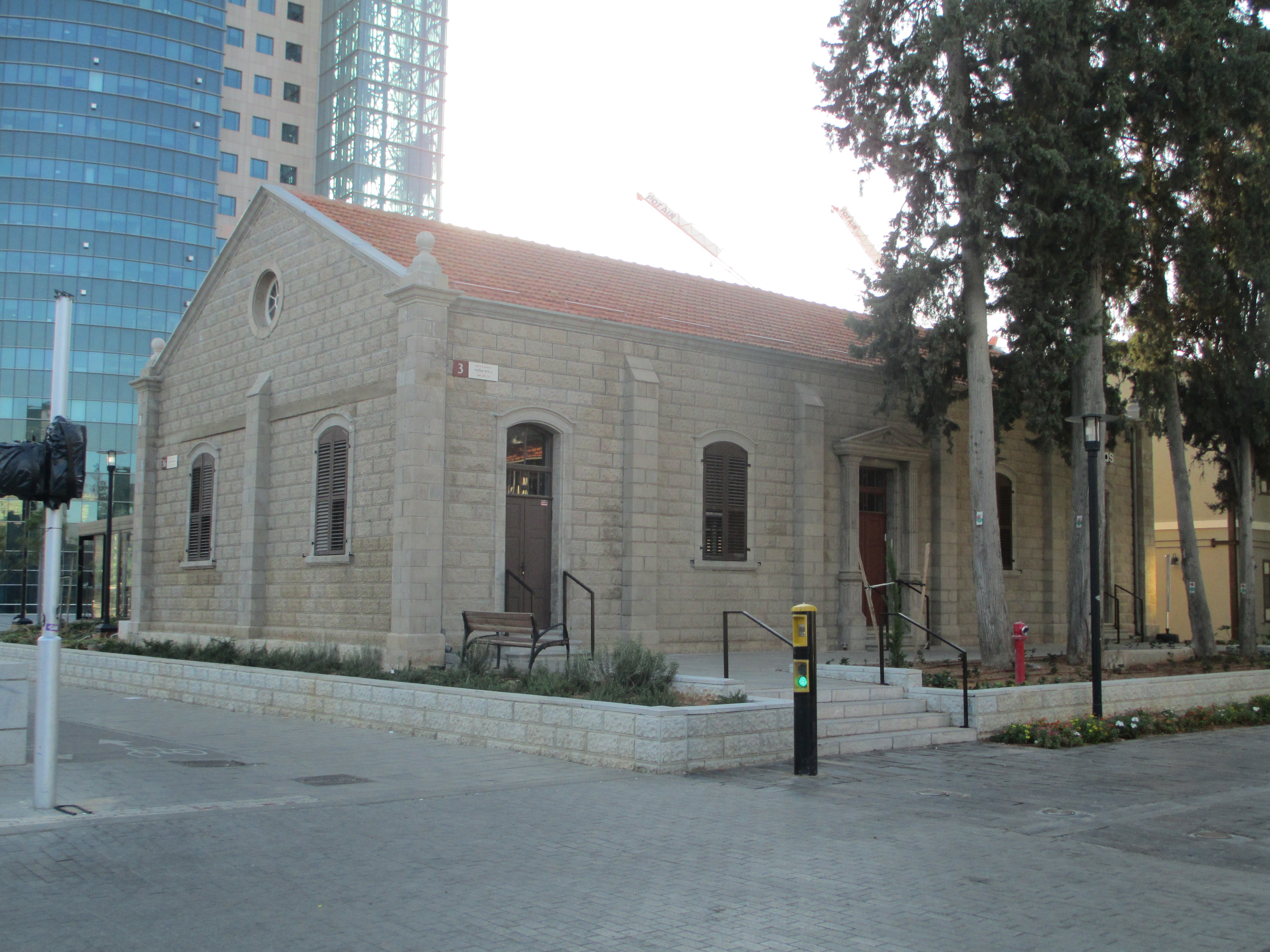
Ehemaliges Gemeindehaus für die Tempelgesellschaft, 1911 erbaut, 1947–48 diente es der Basis als Synagoge, bis 2004 als Cafeteria, jetzt dem Einzelhandel

Am 17. November 1917 nahmen britische Streitkräfte Sarona ein, und die meisten Männer deutscher oder anderer Feindstaatsangehörigkeit wurden in Wilhelma als feindliche Ausländer interniert. 1918 wurden die Internierten in ein Lager südlich von Ghaza gebracht, während die verbliebenen Einwohner Saronas, meist Frauen und Kinder und nur wenige Männer, strenger Polizeiaufsicht unterstellt wurden. Auf dem neuen Soldatenfriedhof Sarona, unweit des Templerfriedhofs, fanden indische Gefallene der für die Triple Entente erfolgten Eroberung 1917 eine Ruhestätte. Das Gelände des ehemaligen Soldatenfriedhofs ist seit Umbettung der Toten 1952 eine Freifläche auf der westlichen Straßenseite im mittleren Abschnitt des Rechov Esriel Carlebach.
Im August 1918 wurden die Internierten von Gaza nach Sidi Bishr und Helwan in der Nähe Alexandrias verlegt. Mit dem Frieden von Versailles, der am 10. Januar 1920 in Kraft trat, wurden die ägyptischen Lager aufgelöst, und Eitel-Friedrich von Rabenau wurde Auflösungsbeauftragter der Lagerinsassen. Die meisten Internierten kehrten ins Heilige Land zurück, ausgenommen diejenigen, die laut einer schwarzen Liste der britischen Streitkräfte als unerwünscht galten.
Die Besatzungsverwaltung Occupied Enemy Territory Administration South (OETA South) beschlagnahmte alles Eigentum der Einwohner deutscher und anderer feindlicher Nationalität. Mit der Einrichtung eines regulären britischen Amtsapparats im Jahre 1918 übernahm Edward Keith-Roach als Public Custodian of Enemy Property die Verwaltung des beschlagnahmten Eigentums und vermietete es, bis die Gebäude 1925 schließlich an die eigentlichen Eigentümer restituiert wurden. Der Frieden von Versailles, der am 28. Juni 1919 unterzeichnet worden war und nach allseitiger Ratifikation am 10. Januar 1920 in Kraft trat, legalisierte den bestehenden britischen Gewahrsam des Vermögens der Auslandsdeutschen im Heiligen Lande.
Auf der Konferenz von Sanremo im April 1920 einigten sich die Entente-Mächte darauf, Palästina in britische Obhut zu geben, woraufhin am 1. Juli 1920 offiziell die britische Zivilverwaltung die OETA ablöste. Von diesem Zeitpunkt an überwies Keith-Roach die erzielten Mieteinnahmen für Immobilien in seiner Verwahrung an die eigentlichen Eigentümer. Der Völkerbund legitimierte das Übereinkommen der Entente von San Remo, indem er Großbritannien 1922 das Mandat für Palästina erteilte. Die Türkei, die Rechtsnachfolgerin des Osmanischen Reiches, legalisierte schließlich das britische Mandat durch den Vertrag von Lausanne, der am 24. Juli 1923 unterzeichnet wurde und nach den Ratifikationen am 5. August 1925 in Kraft trat.

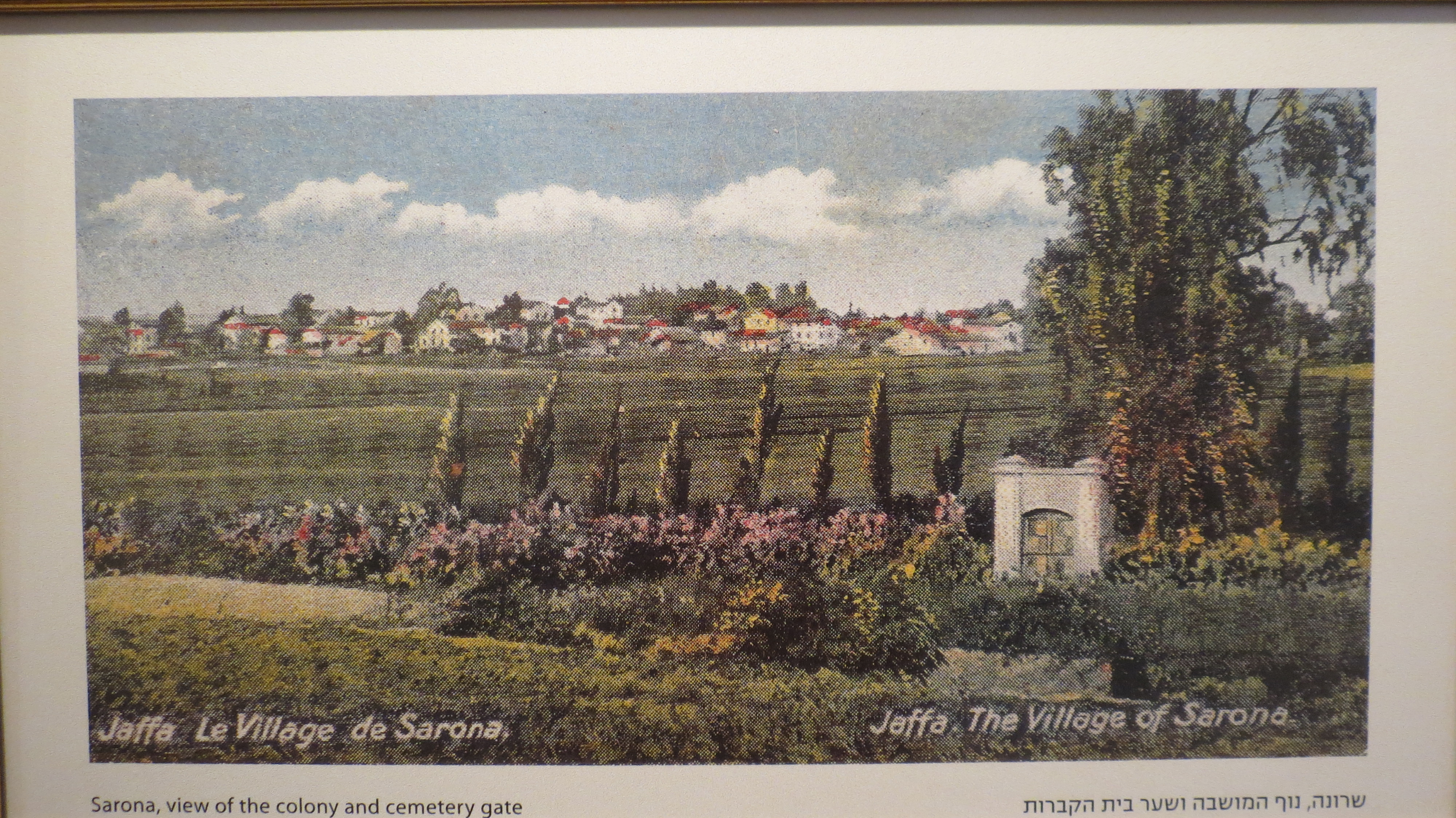
Friedhof Sarona mit Tor vorn, im Hintergrund Sarona

Damit endete im gleichen Jahr der Gewahrsam über ehemaliges Feindvermögen, und Keith-Roach restituierte es den Vorbesitzern als rechtlich geschütztes Eigentum. Die in Mount Hope bestatteten Toten der Templergemeinde, sowie einige auf dem Friedhof der von Alfred Isaacs gegründeten Model Farm nahe dem ersten Kraftwerk der Stadt beigesetzte Templer, wurden nach Rückkehr der Einwohner Saronas auf den Templerfriedhof umgebettet. Um 1930 bildeten die deutschsprachigen Einwohner des Heiligen Landes eine Minderheit, innerhalb deren Juden die größte Gruppe ausmachten, gefolgt von ca. 1.300 Templern und 400 anderen Deutschsprachigen – mit Ausnahme weniger Katholiken (meist Geistlicher) und noch weniger Konfessionsloser – überwiegend Protestanten.

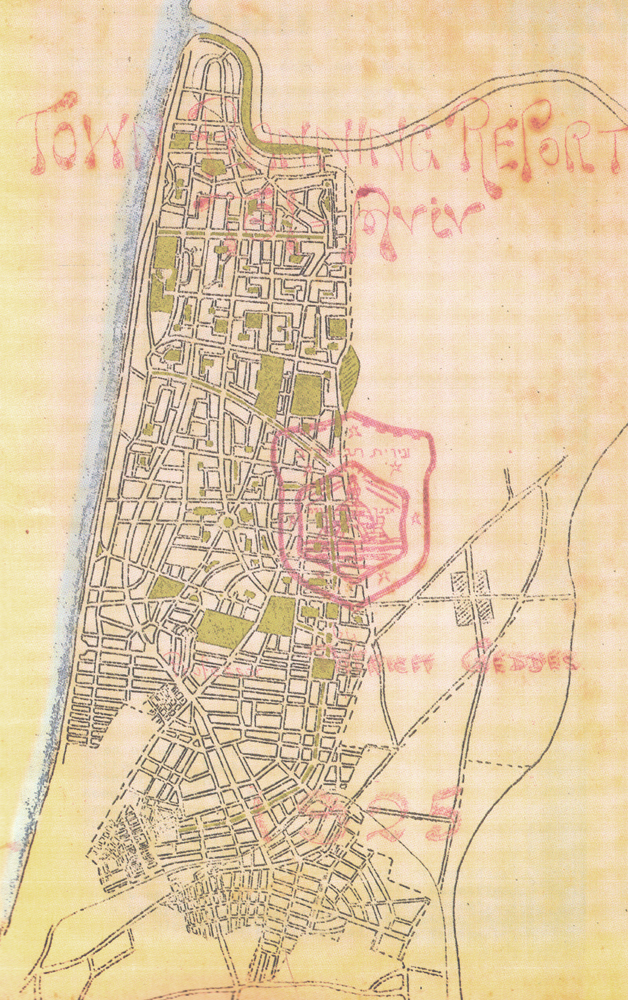
Geddes-Plan für Tel Aviv und östlich davon Sarona (Kreuzung über dem roten Namenszug Geddes), 1925

Das 1909 gegründete Tel Aviv wuchs schnell an Sarona heran, so dass das Dorf schon bald Gegenstand von Plänen zur Stadterweiterung wurde. 1931 eröffnete die neue deutsche Auslandschule in Sarona. Während der Zeit des Nationalsozialismus sympathisierten viele Bewohner Saronas, wie auch andere nichtjüdische Deutsche im Heiligen Lande, mit dem NS-Regime in Deutschland. 1928 eröffnete Christian Kübler für Ausflügler aus Jaffa oder Tel Aviv einen Biergarten mit Weißbierausschank. 2014 wurde wieder ein Weißbierausschank eröffnet. Sarona hatte zudem einen Tennisplatz und eine Kegelbahn, die ebenfalls rekonstruiert worden sind. Die in Palästina ansässigen Mitglieder der NSDAP/AO übten Druck auf verkaufswillige nichtjüdische deutsche Eigentümer aus, ihr Land nicht an Juden zu veräußern.
Mit dem deutschen Überfall auf das westliche Polen ab 1. September beziehungsweise dem sowjetischen Einfall im östlichen Polen ab 17. September 1939 begann der Zweite Weltkrieg, woraufhin die britische Mandatsregierung die meisten Männer Saronas, soweit sie deutscher oder anderer feindstaatlicher Nationalität waren, als feindliche Ausländer internierte. Die britischen Mandatsbehörden beschlagnahmten erneut das gesamte Eigentum feindlicher Ausländer und unterstellten es wieder Keith-Roach als Public Custodian of Enemy Property.

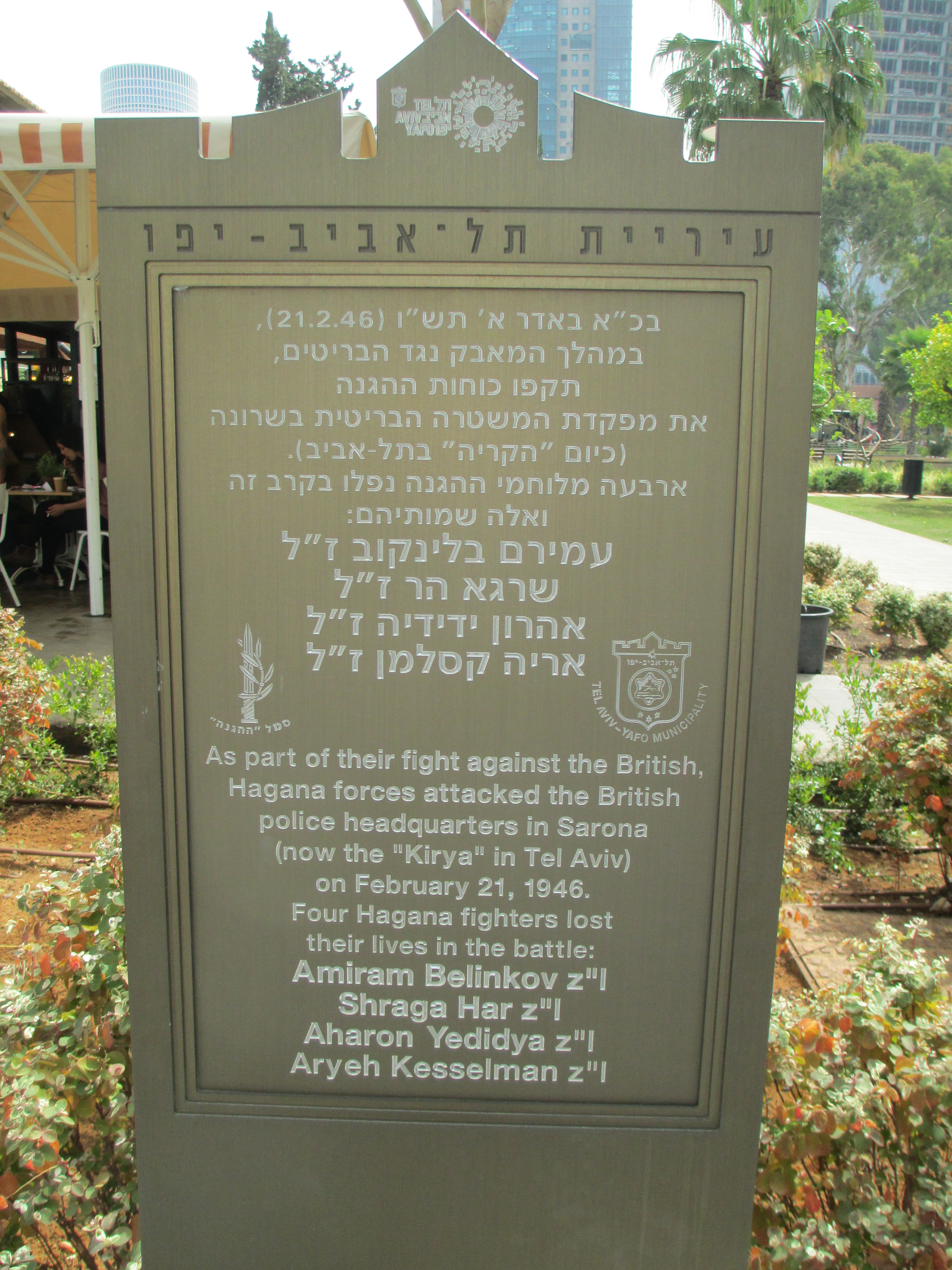
Tafel zur Erinnerung an die Toten vom 21. Februar 1946

 Im Mai 1940 ließ die Mandatsregierung auch alle verbliebenen feindlichen Ausländer (v. a. nichtjüdische deutsche Frauen und Kinder sowie auch Italiener und Ungarn) aus Jaffa, Bir Salem, Sarona und Tel Aviv in Wilhelma internieren. Mit der Internierung auch der zunächst noch in ihren Häusern in Sarona verbliebenen Einwohner im Jahre 1940 räumte die Mandatsregierung deren Häuser und führte sie anderen Nutzungen zu. Britisches Militär baute ganz Sarona als gesicherten Stützpunkt aus, und richtete sich darin ein. Am 21. Februar 1946 verübte die Haganah einen Anschlag auf den britischen Militärstützpunkt, wobei vier ihrer Männer starben.
Von Wilhelma konnten viele nichtjüdische Deutsche 1941 im Rahmen der Familienzusammenführung nach Deutschland ausreisen. Andere siedelten 1943 nach Australien um. Internierte Italiener und Ungarn kamen nach den Pariser Frieden 1947 frei. Die ehemaligen Eigentümer Saronas, seit langem interniert oder in Australien bzw. Deutschland, beschlossen die 1.692.102 metrischen Dunam Saronas zu verkaufen. Dazu traten sie an die angrenzenden Städte heran, die schon lange interessiert waren. Man wurde handelseinig und 1947 schließlich wickelte die britische Mandatsverwaltung zu Gunsten der internierten oder emigrierten ehemaligen dortigen Eigentümer den Verkauf des als Feindvermögen beschlagnahmten Sarona an die Städte Bnei Braq, Givʿatayim, Ramat Gan und Tel Aviv ab. Der Preis wurde in Raten gezahlt.
Die Briten übergaben Sarona noch 1947 an die erwerbenden Städte. Sarona blieb militärischer Stützpunkt, nunmehr der Haganah, deren im Februar 1948 gebildete Qiryati Brigade (hebräisch חטיבת קרייתי Chaṭīvat Qirjatī) die Basis übernahm. In den Weinkellern der Großen Kellerei bauten Angehörige der Haganah 15 Militärflugzeuge aus herbeigeschmuggelten Einzelteilen zusammen, „es waren die Anfänge der israelischen Luftwaffe.“ Im seit November 1947 schwelenden palästinensischen Bürgerkrieg übertrugen die Briten die Sicherung der Stadt Tel Aviv vor arabischen Überfällen auf Einheiten der jüdischen Selbstverteidigung. Die verbliebenen nichtjüdischen Deutschen in Palästina blieben interniert (in Wilhelma, Bethlehem in Galiläa und Waldheim) und die Briten evakuierten sie im April 1948 nach Britisch-Zypern.

## Ha-Qiryah nach 1948

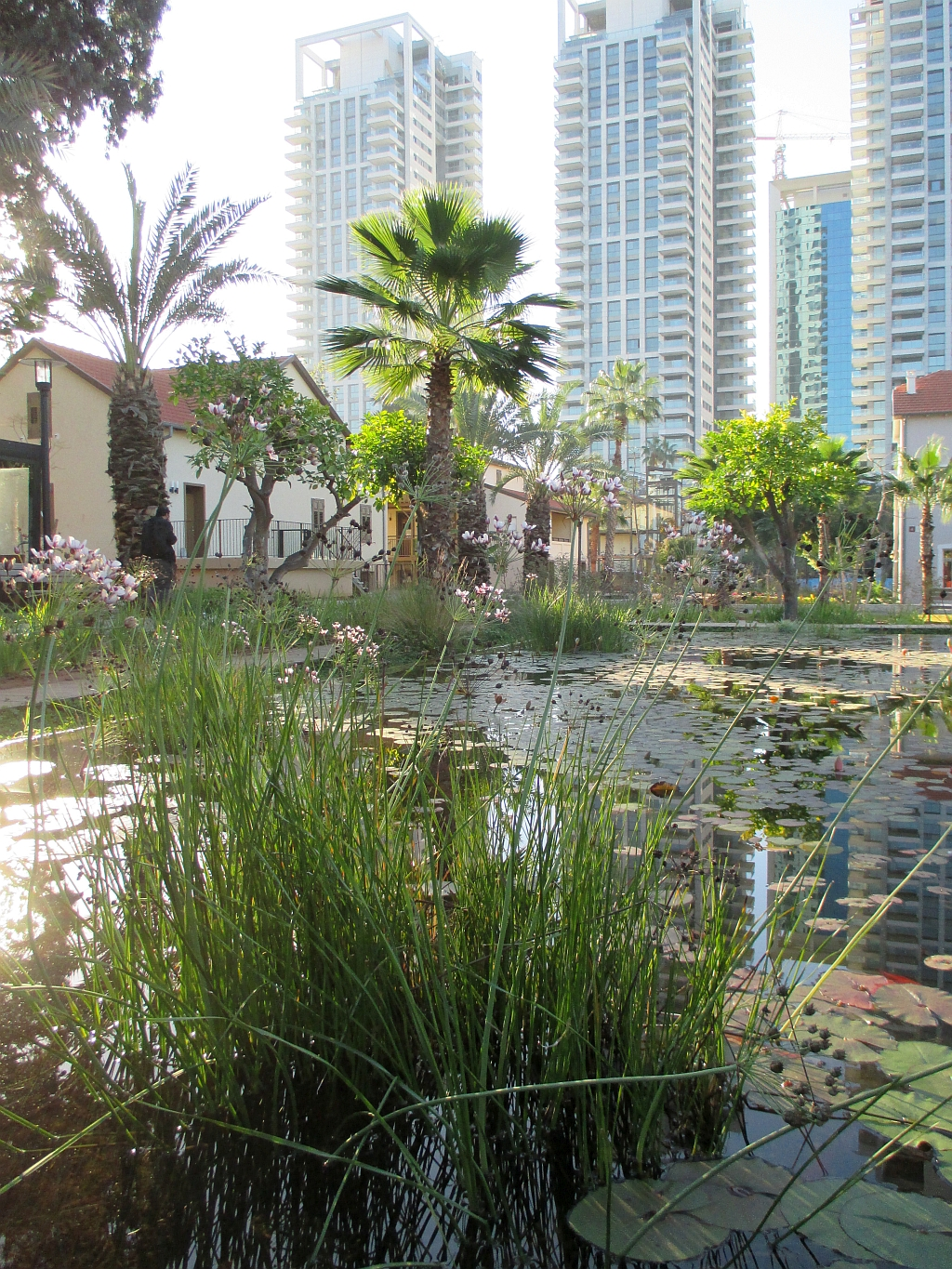
Blick durch Grünanlagen zu Wohnhochhäusern am Südrand Saronas

Nachdem Sarona Bestandteil des Staates Israel geworden war, übernahm dessen Regierung das beschlagnahmte Vermögen. „1948 machte der neu geschaffene Staat Israel die Kolonie zum Sitz seiner Regierungsbüros.“ Die Militärbasis Sarona wurde Hauptquartier der israelischen Armee mit Sitz des Verteidigungsministeriums und fortan ha-Qiryah (hebräisch הקריה HaQirjah „der Campus“, „der Komplex“) genannt. Die Bezeichnung soll auf David Ben-Gurion zurückgehen.
Diverse Dienststellen verteilten sich auf die vielen Einzelgebäude. Auch der Premierminister Israels hatte zunächst seinen Amtssitz (hebräisch משרד ראש הממשלה Misrad Roš haMemšalah, deutsch ‚Amt des Hauptes der Regierung‘) in einem der Gebäude der Qiryah, im Hause Wilhelm Aberles; dort trat auch die israelische Regierung zusammen. Von Februar 1949 an verlegten die meisten Regierungsbehörden außer dem Verteidigungsministerium ihren Hauptsitz nach Jerusalem. 1950 enteignete die Regierung das gesamte beschlagnahmte deutsche Vermögen entschädigungslos im Vorgriff auf eine Regelung israelischer Forderungen an Deutschland. So fiel Sarona an den israelischen Staat.
Die beiden Friedhöfe, nah beieinander im südwestlichen Gemeindegebiet Saronas gelegen, wurden 1952 aufgehoben und die Toten umgebettet. Die sterblichen Überreste der Toten wurden samt Grabsteinen auf den Templerfriedhof im Jerusalemer Emeq Repha'im 39 umgebettet. Carl Lutz vertrat dabei die Interessen der Angehörigen. Die indischen Gefallenen des Soldatenfriedhofs Sarona wurden auf den Commonwealth-Soldatenfriedhof auf dem Skopusberg in Jerusalem umgebettet.
Israelische Forderungen an Deutschland bezogen sich auf die Eingliederung geschätzter 70.000 Flüchtlinge und 430.000 Überlebender der NS-Judenverfolgung in Europa, während die Bundesregierung noch nicht erfüllte Forderungen der ehemaligen Eigentümer Saronas vertrat. Beide Seiten vereinbarten 1952 am Rande des Luxemburger Abkommens ein Verfahren zur Anerkennung und Abgeltung der gegenseitigen Forderungen.
Die konkrete Regelung zog sich bis 1962 hin; danach sollten die ehemaligen Eigentümer Saronas aus dessen Verkauf an die Nachbarstädte allein noch 1,763 Millionen £ erhalten, die die britischen Crown Agents for the Colonies bei der Anglo-Palestine Bank (Bank Leumi) zugunsten der ehemaligen Eigentümer Saronas gehalten hatten, welche darüber nicht mehr hatten verfügen können. Britannien hatte dieses Guthaben sowie weitere 346.000 £, ein Guthaben des Public Custodian of Enemy Property aus Vermietungen und Verpachtungen beschlagnahmten Feindvermögens Deutscher, 1950 an Israel gegen Geldzahlung abgetreten. Die unbebauten Randbereiche Saronas wurden in jenen Jahren entwickelt. An der Kaplanstraße entstanden westlich vom Dorfkern das Bnej-Brith-Haus, die Verwaltung der Jewish Agency, das Pressehaus Beith Sokolov sowie das Haus des Schriftstellers, während im nordwestlichen Teil Saronas Tel Avivs Kulturforum mit dem Charles Bronfman Auditorium (Hejchal ha-Tarbut) entstand.

## Sarona als Viertel für Freizeit und Erholung
Als militärischer Sicherheitsbereich war Ha-Qiryah, der Name Sarona war lange Zeit überwiegend außer Gebrauch, nur Mitarbeitern und gebetenen Besuchern zugänglich. Nur der Verkehr durchschnitt auf dem Rechov Eliʿeser Kaplan (hebräisch רחוב אליעזר קפלן Rəẖōv Elīʿeser Kaplan, deutsch ‚Eliʿeser-Kaplan-Straße‘), einer wichtigen Ost-West-Verbindung, haQiryah. Ab 2006 wurde diese Verkehrsader verbreitert, wozu eine niederländische Firma fünf Templerbauten, darunter das ehemalige 1911 erbaute neue Gemeindehaus der Templer, hydraulisch versetzte, um den nötigen Platz zu gewinnen.
Der Militärfiskus hat den südlich der Straße gelegenen Teil Saronas an Bauentwickler verkauft, die 37 historische Bauten für 120 Millionen € renovierten, das Umfeld gärtnerisch neu gestalteten und den Ort 2013 der Öffentlichkeit zugänglich machten. Die Bauentwickler errichteten um den historischen Kern herum 17 Hochhäuser mit Wohnungen, Büros und Hotels, darunter das mit dem Azrieli Sarona Tower höchste Hochhaus Israels.

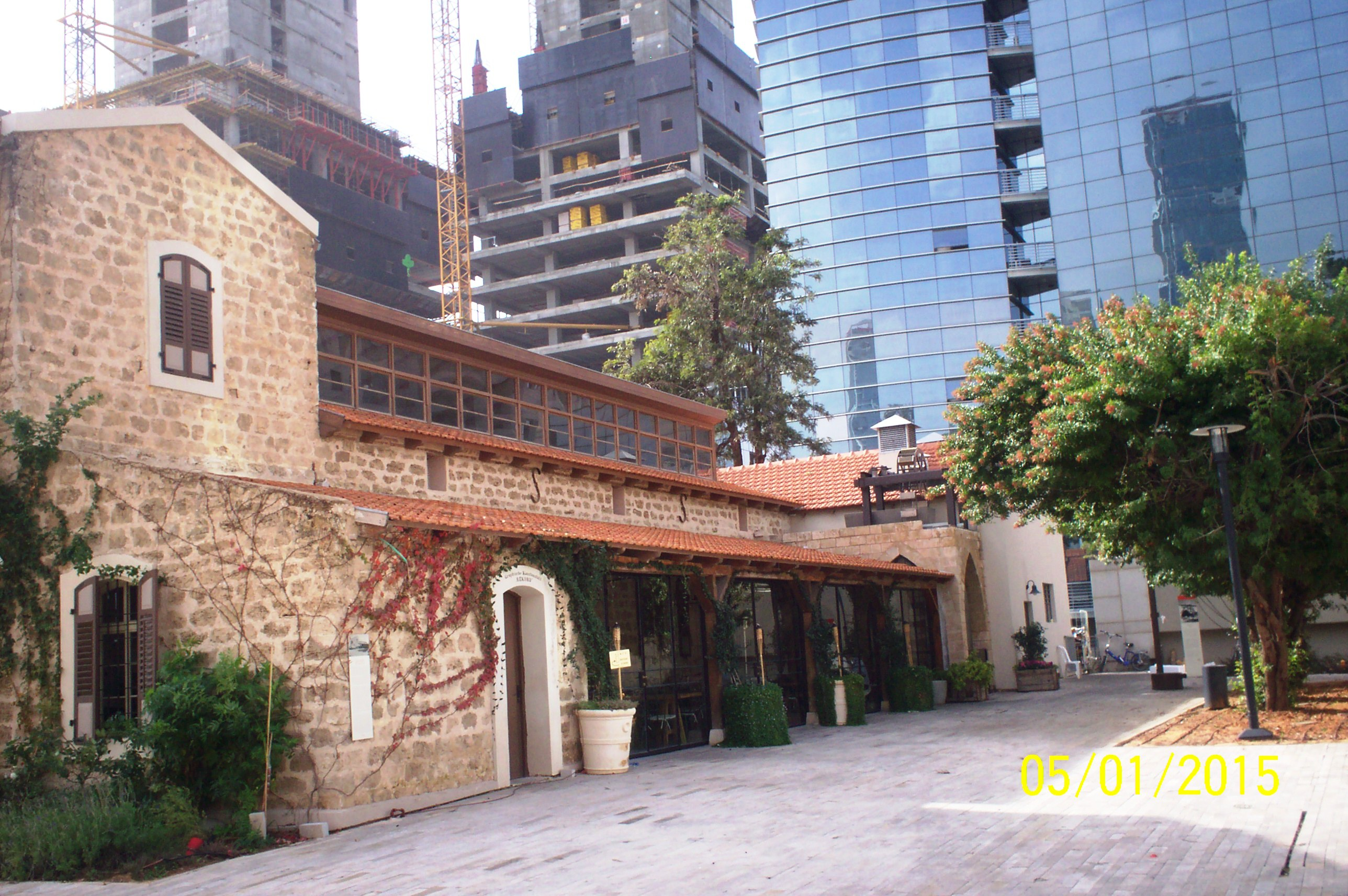
Restaurant, ehemals Destille und Kleine Kellerei

 Gleichzeitig wurde nördlich der Durchfahrtsstraße durch neue Hochbauten Platz für die Militäreinrichtungen geschaffen, so dass auch dort die Templerbauten langsam freigezogen und einer neuen Nutzung zugeführt werden können. Die Templerbauten stehen unter Denkmalschutz und ihre Fassaden dürfen in der äußeren Erscheinung nicht verändert werden. Die ehemalige Destille und so genannte Kleine Kellerei beherbergt jetzt ein Restaurant des Sternekochs Ran Schmu'eli.